# Kirkby-in-Furness
Kirkby-in-Furness är en by i Cumbria i England. Byn ligger 75,4 km från Carlisle. Orten har 560 invånare (2015).